# Välkommatjärnarna (Gällivare socken, Lappland, 746345-170814)
Välkommatjärnarna är en sjö i Gällivare kommun i Lappland och ingår i Kalixälvens huvudavrinningsområde. Sjön har en area på 0,0233 kvadratkilometer och ligger 480 meter över havet.

## Delavrinningsområde
Välkommatjärnarna ingår i det delavrinningsområde (746311-170801) som SMHI kallar för Utloppet av Välkommatjärnarna. Medelhöjden är 525 meter över havet och ytan är 0,49 kvadratkilometer. Det finns inga avrinningsområden uppströms utan avrinningsområdet är högsta punkten. Vattendraget som avvattnar avrinningsområdet har biflödesordning 5, vilket innebär att vattnet flödar genom totalt 5 vattendrag innan det når havet efter 242 kilometer. Avrinningsområdet består mestadels av skog (100 procent).